# 白水雲母
白水雲母（しろうずうんも、 Shirozulite）は、2004年に発表された日本産新鉱物で、九州大学の鉱物学者石田清隆などにより、愛知県の田口マンガン鉱山で発見された。化学組成は、KMn3(Si3Al)O10(OH,F)2で、単斜晶系。雲母のグループに属し、黒雲母の2価の鉄やマグネシウムをマンガンで置き換えた種に相当する。九州大学の鉱物学者白水晴雄の、鉱物学における業績をたたえて命名された。